# Virgen de Hostyn
Virgen de Hostyn es una advocación mariana a la Virgen Protectora de la Asunción en el monte de Hostýn, en Moravia al oriente de la República Checa, donde se encuentra una basílica menor, y uno de los lugares de peregrinación más importantes y concurridos del país, la cual contiene un enorme mosaico de la Virgen María, en honor a la Protectora Virgen María, quien los defendió y salvó a los habitantes cristianos de la cercana ciudad de Bystrice de los tártaros en el siglo XIII. La Iglesia católica conmemora su festividad el 26 de junio.

## Historia
En el año 1241, los habitantes de Bystrice en Moravia, fueron atacados por los tártaros con saqueos, robos y asesinatos, y llegaron a sitiar a los habitantes haciéndoles pasar por sed y hambre para lo cual decidieron esconderse en los densos bosques del monte de Hostýn, construyendo en la cima un muro de arcilla y madera para defenderse.Desesperados los habitantes de Bystrice ante el acoso y el agotamiento del agua, su último recurso fue ponerse de rodillas y rezar a la Virgen María rogando su protección. La Virgen escuchó sus súplicas, por lo cual brotó una nueva fuente de agua. Poco tiempo después, se agotaron los alimentos, pero el sitio continuaba. Otra vez los habitantes de Bystrice se dirigieron con oraciones a la Virgen María y ésta volvió a ayudarles, pues de repente estalló una tormenta con múltiples relámpagos que cayeron sobre los tártaros que se alistaban para el siguiente ataque contra los habitantes de Hostýn y un relámpago fue directamente al campamento del kan y lo mató. Los tártaros ante tal evento se desconcertaron por lo que fueron derrotados posteriormente por Jaroslav de Sternberk.

## El templo
Antiguamente en Hostyn se realizaban celebraciones paganas, pero llegaron a los apóstoles católicos eslavos Cirilo y Metodio en el siglo IX, quienes llevaron la fe a los Eslavos, los cuales terminaron con los ritos de sacrificios paganos y construyeron en su lugar una capilla mariana.
Como agradecimiento por su salvación los habitantes de Bystrice, construyeron en la cima de Hostýn una iglesia consagrada a la Virgen María y el monte se convirtió en un destino de peregrinos. En el año 1500, fue reconstruida la capilla, que frecuentaban sobre todo los obreros que trabajaban en las minas de plata cercanas. 
Años después en 1620, Polyxena de Lobkowitz, hija de la noble española María Manrique de Lara, mandó realizar una pintura para la iglesia del pueblo, que mostraba la invasión de los tártaros y una Virgen María Victoriosa con rayos y la salvación de sus habitantes. El sitio se vio envuelto en la guerra de los Treinta Años, y Batalla de la Montaña Blanca. Hasta 1648 se hallaba en Hostyn una iglesia pequeña de la Virgen María, la cual era visitada frecuentemente por muchos.
Por orden de los propietarios no católicos, posteriores, hubo destrucción, por lo que luego el conde Frantisek Antonín de Rottal mandó construir la basílica de la Asunción de la Virgen de Hostýn, con dos grandes torres, y al lado una casa rectoral según el diseño del arquitecto Ignacio Cyrani de Bolleshaus al constructor Tomás Sturm de Holesov. La primera piedra fue puesta en el año 1721 y fue finalizada el 28 de julio de 1748 la cual consagró el obispo de Olomouc Ferdinand Julius Trojer y se colocó la imagen de María, con el Niño Jesús en brazos.
El reformador y emperador José II, el año 1784, la iglesia fue calificada de inútil y las peregrinaciones estaban prohibidas, por lo que la iglesia fue privada de su carácter sagrado, de su equipamiento y decoración interiores, permaneciendo solamente los muros desnudos. Desde aquel hecho la iglesia fue varias veces destruida y el monte de Hostyn abandonado.
Alrededor del año 1840 volvió la tradición de peregrinaciones y el fortalecimiento del culto Mariano y los creyentes empezaron a organizar una colecta de dinero para la reconstrucción de iglesia, la cual era consagrada de nuevo en 1845. Hubo coronación de la imagen, el 15 de agosto de 1912. La corona, adornada con piedras preciosas, fue bendecida en Roma por el Papa San Pío X. En los alrededores hay otros santuarios dedicados a María, como el de Velehrad, la antigua sede de San Metodio, donde se venera a la «Mater Unionis», Madre de la unidad de todos los cristianos.
Desde entonces continuó el culto, aunque no por mucho tiempo, pues de nuevo fueron reprimidas por el régimen comunista, pero a pesar de las dificultades la gente seguía yendo. En 1982 el Papa Juan Pablo II otorgó a la iglesia de Hostýn el título de Basílica Menor.
A la Basílica se sube por 250 escalones que empiezan junto a la Capilla de las Aguas, construida en 1700 creado éste por el arquitecto Dušan Jurkovič, donde había brotado la fuente que habían pedido los defensores de Bystrice. En cada estación encontrará una capilla construida con estilo modernista de Valaquia.  Al templo de Hostýn conducen dos vías crucis, donde el más reciente se construyó en 1912.  La basílica de hoy tiene su origen en la construcción grandiosa financiada por De Rottal y sus descendientes. Fue declarado monumento cultural nacional de la República Checa en 2018. 

## La imagen
La gente salvada de la invasión tártara construyó por gratitud en el monte de Hostyn una escultura a la Protectora Virgen María, aunque la imagen original fue destruida. En la basílica podemos ver encima del altar principal, una escultura de la Virgen con su hijo Jesús en tamaño natural, que está echando los relámpagos a los tártaros, que están representados abajo. Los pies de la Virgen tocan una media luna y el Niño Jesús sujeta un saquito del cual emergen relámpagos. Medallas conmemorativas con la imagen, se han realizado para los peregrinos y fieles.
El cuadro posterior de la familia Rottal obra de Viktor Foerster, hermano del compositor Josef Bohuslav Foerster, fue traslado a la iglesia en Bystřice y más adelante sustituido por la estatua actual de la Virgen María del escultor Benedikt Edel. La portada occidental está cubierta de un mosaico que representa a Nuestra Señora de Hostýn, compuesto por 260 mil cristales importados de Italia. Los paisanos en el extranjero veneran a la Virgen María de Santo Hostyn y de este modo conservan vínculos religiosos y sentimentales con su patria. La Protectora del Triunfo es la protectora de sus hijos.
La concepción de la Virgen María la Triunfadora es única en el mundo entero.

## El culto
Los peregrinos suben hasta la cima del monte de Hostýn, donde se puede admirar un gran mosaico colocado sobre el portal principal de la basílica de la Asunción de la Virgen. El primer estadista que visitó Sacro Hostýn fue el emperador austríaco Francisco José I en 1897. Unas 80 mil personas esperaban su llegada en el monte.
En la actualidad se dirigen a Sacro Hostýn cada año unos 200 mil peregrinos que pueden encontrar refugio en una residencia a pocos metros de la basílica.
La temporada de peregrinaciones empieza a inicios de mayo y termina el en noviembre con la Peregrinación de los Difuntos. Se celebran peregrinaciones para distintas profesiones. Ex presos políticos se reúnen en Hostýn. El lugar además es un punto de turismo religioso, junto con los lugares y atracciones circundantes, tanto en el invierno como en verano.Hay una línea de autobús periódico de Bystřice a Hostýn. 

## Cooperativa de Santo Hostyn
En 1895 A.C. Stojan impulsó el establecimiento de la "Cooperativa de Santo Hostyn" y sus actividades han continuado desde entonces, cuya objetivo principal era la construcción de un refugio para los peregrinos. En la actualidad esta organización tiene más de 7000 miembros y su tarea es conservar el carácter cristiano del Santo Hostyn y a la vez un monumento histórico y cultural, junto con la dirección espiritual, La cooperativa es encargada de la administración de los edificios.